# Municipio de Madison (condado de Greenwood)
El municipio de Madison (en inglés: Madison Township) es un municipio ubicado en el condado de Greenwood en el estado estadounidense de Kansas. En el año 2010 tenía una población de 983 habitantes y una densidad poblacional de 3,04 personas por km².

## Geografía
El municipio de Madison se encuentra ubicado en las coordenadas 38°7′26″N 96°12′12″O / 38.12389, -96.20333. Según la Oficina del Censo de los Estados Unidos, el municipio tiene una superficie total de 322.88 km², de la cual 321,07 km² corresponden a tierra firme y (0,56 %) 1,81 km² es agua.

## Demografía
Según el censo de 2010, había 983 personas residiendo en el municipio de Madison. La densidad de población era de 3,04 hab./km². De los 983 habitantes, el municipio de Madison estaba compuesto por el 96,03 % blancos, el 0,1 % eran afroamericanos, el 1,22 % eran amerindios, el 0,1 % eran asiáticos, el 0,41 % eran de otras razas y el 2,14 % eran de una mezcla de razas. Del total de la población el 2,44 % eran hispanos o latinos de cualquier raza.